# Шиндљар
Шиндљар (слч. Šindliar) насељено је мјесто са административним статусом сеоске општине (слч. obec) у округу Прешов, у Прешовском крају, Словачка Република.

## Становништво
| Година:    | 1994. | 2004.   | 2014.   | 2024.   |
| ---------- | ----- | ------- | ------- | ------- |
| Број људи: | 518   | 553     | 548     | 571     |
| Разлика:   |       | +6,75 % | -0,90 % | +4,19 % |

| Година:    | 2023. | 2024.   |
| ---------- | ----- | ------- |
| Број људи: | 564   | 571     |
| Разлика:   |       | +1,24 % |

Према подацима о броју становника из 2024. године насеље је имало 571 становника.